# Thea King
Pour les articles homonymes, voir King.
Thea King  (née le 26 décembre 1925 à Hitchin, morte le 26 juin 2007 à Londres) est une clarinettiste britannique.

## Biographie

### Jeunesse
Thea King est née à Hitchin, dans le Hertfordshire, fille de Henry Walter Mayer King, directeur de l'entreprise familiale d'ingénierie, et de Dorothea (née Hass). Elle commence par étudier le piano à l'âge de 4 ans. Elle fait ses études à la Bedford High School et obtient une bourse pour le Royal College of Music où elle étudie le piano avec Arthur Alexander et la clarinette avec Frederick Thurston. En janvier 1953, elle épouse Frederick Thurston mais celui-ci meurt d'un cancer du poumon en décembre de la même année. Elle ne s'est jamais remariée.

### Carrière
Elle a travaillé comme soliste, chambriste et enseignante, mais elle a été associée plus étroitement à l'English Chamber Orchestra en tant que clarinette principale de 1964 à 1999. Elle a également travaillé avec les London Mozart Players, succédant à Gervase de Peyer comme clarinettiste principale, le Sadler's Wells Opera Orchestra, le Melos Ensemble et le Quatuor Allegri. Elle a été membre fondateur en 1953 du Portia Wind Ensemble, un groupe exclusivement féminin.
Thea King s'est particulièrement intéressée aux œuvres moins connues des XVIIIe et XIXe siècles, notamment celles de Crusell. Elle a commandé la Fantasia (1979) d'Elizabeth Maconchy et le Concerto pour clarinette d'Howard Blake. Parmi les compositions qui lui ont été dédiées par des compositeurs britanniques figurent le Quintette pour clarinette de Benjamin Frankel (qu'elle a enregistré en 1991, contribuant ainsi à relancer l'intérêt pour ce compositeur alors négligé) et le Mini Concerto de Gordon Jacob.
De 1961 à 1987, elle a été professeur de clarinette au Royal College of Music et de 1988 à sa mort, elle a été professeur à la Guildhall School of Music and Drama. Elle était membre des deux institutions.
Thea King a été faite officier de l' Order of the British Empire en 1985 puis a été nommée Dame Commandeur (DBE) en 2001.

## Enregistrements
Thea King a effectué de nombreux enregistrements, notamment des enregistrements en solo portant sur le répertoire du XIXe siècle et la musique britannique de ce siècle; elle a effectué un enregistrement du Concerto Movement de Benjamin Britten publié à titre posthume chez le label Hyperion Records, ainsi que des concertos de Malcolm Arnold et Elizabeth Maconchy. Les diverses versions d'enregistrement des pièces de Mozart et de Brahms ont souvent été primées par les critiques, tant dans les émissions radiophoniques que dans les magazines.
Thea King a mis en lumière le répertoire solo pour clarinette de basset et cor de basset. Elle a en particulier enregistré les trois parties du Konzertstück Op. 114 pour clarinette, cor de basset et piano de Felix Mendelssohn pour la collection "Double Exposure" de la BBC.